# بیورلایت
بیورلایت (به هلندی: Biervliet) یک منطقهٔ مسکونی در هلند است که در ترنئوزن واقع شده‌است. بیورلایت ۱٬۶۳۱ نفر جمعیت دارد.